# 高娥
高娥（1962年11月7日—），辽宁省沈阳人，中国女子射击运动员、教练员。丈夫孙连滨。

## 生涯
高娥是與王義夫同期的人，她於1979年在教練張恩洲的指導下開始接受正式的訓練。同年進入選省隊，教練為孫連城。1年後，高娥晉升為國家隊成員，當時的教練是馬進才。
高娥的首個重要冠軍於1986年的世界射擊錦標賽的飛碟多項個人賽冠軍。後來在1994年的世界杯中的飛碟多項團體項目贏得冠軍。1年後同在世界杯贏得了飛碟多項賽的冠軍。
1996年，高娥於世界杯的飛碟多項個人與團體項目再次贏得冠軍。1998年在世錦賽的飛碟多項團體項目奪得冠軍，並於1999年成功衛冕。1年後，高娥在悉尼奧運的飛碟多項個人取得銅牌。
2001年，高娥於世錦賽的飛碟多項團體項目得到亞軍。1年後，高娥於世界杯的飛碟多項個人賽奪標，並贏得了亞運的飛碟多項個人項目金牌。
2003年，高娥在世界杯蟬聯飛碟多項個人項目的冠軍。1年後，身經百戰的高娥於雅典奧運再次得到飛碟多項個人項目的銅牌。2008年4月，好運北京2008国际射联世界杯赛上，她在北京射击场飞碟靶场进行的女子多向飞碟的决赛中以93中的总成绩获得冠军。2009年第十一届全运会射击比赛女子飞碟多向决赛中，高娥夺得一名银牌（冠军为刘英姿）